# Dipartimento di polizia di Gotham City
Il Dipartimento di polizia di Gotham City (GCPD) è un dipartimento di polizia immaginario che compare nei fumetti pubblicati dalla DC Comics. Il GCPD serve la città di Gotham City ed è tipica delle storie con protagonista il supereroe Batman.

## Storia del GCPD

### Corruzione della Polizia
Agendo sia da alleato che da avversario di Batman, il super eroe protettore di Gotham, il GCPD fu da sempre impregnato di corruzione, numerosi agenti di basso e alto profilo impegnati in corruzioni e crimini anche più seri come il traffico di droga e omicidi.
Il colpo più forte contro la corruzione della polizia arrivò quando un ammontare sempre crescente di accuse di cospirazione contro il Commissario Gillian B. Loeb lo costrinsero a dare le dimissioni dalla sua carica, venendo rimpiazzato da Peter Grogan. La Famiglia criminale Falcone, che aveva una presa forte sulla malavita di Gotham da generazioni, finalmente crollò quando una serie di omicidi scossero la struttura dell'organizzazione mafiosa. Dopo la morte di Carmine Falcone, la mafia fu diretta in modo sciatto, rappresaglie di crimini che, in combinazione con la crescita di gang sempre più violente, paralizzarono gravemente il crimine organizzato di Gotham. Contemporaneamente, la diminuita presenza di ufficiali di polizia corrotti permise a James Gordon di diventare il nuovo commissario, un uomo determinato a sradicare il crimine ovunque esistesse.
Il GCPD ebbe una relazione odio-amore con il vigliante della città, Batman. Il Commissario Gordon andò d'accordo con lui perché Batman terminava i suoi lavori. Il suo successore, il Commissario Michael Akins, ordinò l'arresto di Batman e fece rimuovere il Bat-segnale dal tetto del Gotham Central. Corruzione a marcescenza all'interno del Dipartimento di Polizia si sollevarono comunque durante il periodo di Akins come Commissario.

### Status corrente
Come in Un Anno Dopo, James Gordon fu reinserito come Commissario, insieme a Harvey Bullock. Harvey fece ritorno su indagine disciplinare dopo aver aiutato a smascherare un anello di droga. Anche le relazioni con Batman, incluso il Bat-segnale, furono reinseriti. Altri personaggi del Gotham Central comparvero di recente nella miniserie Tales of the Unexpected, in cui compare Crispus Allen nelle vesti dello Spettro. Finora, il Detective Driver comparve in ruolo di oratore. Non è chiaro cosa successe al Commissario Akins, ma è implicito che, dopo gli smascheramenti di corruzione massiccia all'interno del Dipartimento, ci furono drastiche pulizie tra gli agenti.
Kate Kane si riferì ad Akins come Commissionario, nella serie settimanale 52, cosa che rivelò gli eventi mancanti dell'anno. Un numero dopo, tuttavia, mostrò una breve foto della festa di bentornato del Commissario Gordon. Le circostanze della partenza di Akins e il reinserimento di Gordon devono ancora essere spiegate. Maggie Sawyer è ancora il comandante del Dipartimento MCU, e terminò la relazione con l'ex amante Toby Raines.

## Divisioni

### Divisione omicidi
Divisione omicidi: la Divisione che si occupa degli omicidi e di qualche altro dei più seri crimini non-metaumani di Gotham. Questa è la divisione di cui faceva parte Gordon prima di diventare Commissario. L'ex investigatore privato Jason Bard lavora adesso sui casi di omicidio per questa divisione.

### Unità grandi crimini
L'Unità grandi crimini: guidata dal Capitano Maggie Sawyer, che precedentemente lavorò a Metropolis in una posizione simile nella polizia della città, l'UGC ha a che fare con crimini molto seri, spesso coinvolgenti super criminali o casi politici molto delicati. La Divisione è il centro della serie a fumetti Gotham Central.

### Squadra di risposta rapida
Squadra di risposta rapida: guidata dal tenente Gerald "Jerry" Hennelly, la SRR è l'unità SWAT del GCPD.

### Gotham City FBI
Anche il Gotham City Federal Bureau of Investigation comparve nell'immaginaria Gotham City. Il personale dell'FBI di Gotham City viene mostrato durante l'utilizzo di veicoli neri con luci rosse d'emergenza.

## Altri media

### Cinema
- Serial: tutte le altre raffigurazioni di Batman hanno mostrato il Dipartimento di Polizia di Gotham City in un modo o nell'altro. Nel serial Batman degli anni '40 ebbe l'attore Lyle Talbot nel ruolo del Commissario Gordon. Non furono mostrati altri membri della forza di polizia. Tuttavia, l'aspetto di Gordon con dei folti baffi a spazzola venne poi ripreso nei fumetti.
- In Batman (1989), Gordon fu interpretato da Pat Hingle, mentre il solitamente corrotto Harvey Bullock fu rimpiazzato con il tenente Max Eckhart, interpretato dall'attore William Hootkins (che fu ucciso da Jack Napier prima della sua accidentale trasformazione). Hingle comparve anche nei film Batman - Il ritorno (1992), Batman Forever (1995) e Batman & Robin (1997).
- Trilogia del cavaliere oscuro: nei film di Christopher Nolan, il GCPD agisce sia da alleato che da avversario di Batman, però gioca un ruolo molto più importante che negli altri film.
  - In Batman Begins (2005), il GCPD giocò un ruolo fondamentale durante tutto il corso del film, come una delle forze contro Batman sotto la direzione del convincente anti-vigilante Commissario Loeb (interpretato da Colin McFarlane). Mentre anche gli altri membri del GCPD sono presenti, due ben noti detectives tra di loro sono riconoscibili: James Gordon (interpretato da Gary Oldman) e il suo inaffidabile partner Arnold Flass (interpretato da Mark Boone, Jr.). Mentre Gordon viene raffigurato come uno dei pochissimi agenti di polizia onesti nel dipartimento, Flass viene descritto come un essere corrotto e in continui affari con la mafia locale e Loeb, sebbene chiaramente dispiaciuto dall'arrivo di Batman, non sembra possedere alcuna tendenza alla corruzione nel materiale di partenza. Considerando che il film cattura le prime comparse di Batman, c'è molto più di paura e scetticismo tra le file e gli archivi a proposito del fatto che Batman esista o meno e se sia addirittura umano. Gordon, che ha incontrato Batman prima di adottare questo alias, non solo capì che è umano, ma comprese la necessità delle sue azioni. Gordon continuò il lavoro con lui nel corso delle sue prime settimane di lavoro. Batman, che si fidò di Gordon, un buon poliziotto che egli incontrò durante la sua infanzia dopo che i suoi genitori furono uccisi, lo incluse nel suo piano di salvezza di Gotham dall'attacco ai Narrows della tossina della paura da parte della Setta delle Ombre. Alla fine del film, le azioni di Batman diedero una scintilla di cambiamento nella moralità della città e dei poliziotti, portando Gordon ad essere promosso a tenente.
  - Ne Il cavaliere oscuro (2008), Gordon venne riassegnato come ufficiale in comando dell'Unità Grandi Crimini (UGC), una nuova divisione del GCPD creata per combattere i sindacati del crimine di Gotham e prevenire gli attacchi terroristici. Vengono presentati tre detectives di questa unità, Gerard Stephens (interpretato da Keith Szarabajka), Anna Ramirez (interpretata da Monique Curnen) e Michael Wuertz (interpretato da Ron Dean), tra i tanti. Le relazioni tra l'ufficio del procuratore distrettuale e quello della polizia, specialmente tra Gordon e Harvey Dent, rimangono tese nel corso della maggior parte del film, implicita la corruzione tra le file e i ranghi della polizia; anche all'interno dell'Unità di Gordon, essendo una fonte chiave di questo conflitto nel Cavaliere Oscuro, dove Dent sospetta che Ramirez e Wuertz siano corrotti (basato su un'investigazione mentre lavorava agli Affari Interni, immediatamente prima della sua nomina a procuratore distrettuale). In risposta agli "attacchi" di Dent al dipartimento di polizia e agli attacchi della Setta delle Ombre dal primo film, Loeb unisce l'Unità Grandi Crimini con il GCPD per contrastare possibili attacchi terroristici così come per sbarazzarsi del crimine organizzato della città. Nell'Unità Grandi Crimini, l'accettazione di Batman, anche se riluttante, è in crescita. Alla fine del film, Batman viene incolpato delle violente azioni di Harvey Dent e le forze di polizia si rivoltano contro di lui.
  - Ne Il cavaliere oscuro - Il ritorno (2012), il GCPD ha sradicato del tutto il crimine organizzato della città sotto "il Decreto Dent", in quanto nessuno è a conoscenza dei crimini di Dent. Gordon si sente in colpa nell'aver lasciato Batman a prendersi la colpa per la caduta di Dent, e rimane in attesa di una possibilità per ammettere la verità alla città. Il novello detective della UGC John Blake (interpretato da Joseph Gordon-Levitt) viene a conoscenza della verità, e anche se deduce la vera identità di Batman in anticipo, diventa infine un amico e un alleato sia di Gordon che di Batman, facendo anche da collegamento per entrambi. Blake viene successivamente promosso da poliziotto di pattuglia a detective dopo che Gordon si accorse della sua intelligenza e della sua devozione, permettendogli così di fare rapporto direttamente al Commissario. Il vice commissario di Gordon, Peter Foley (interpretato da Matthew Modine), anche se non corrotto, è determinato a catturare Batman, al punto che quando Batman si immischia nell'inseguimento della polizia per catturare Bane e alcuni dei suoi tirapiedi dopo la rapina di questi alla Borsa, Foley emana l'ordine di inseguire Batman invece. Alla fine, Bane riesce a fuggire mentre i suoi scagnozzi vengono catturati. Bane e la Setta delle Ombre successivamente utilizzarono un esplosivo al cemento per intrappolare la maggior parte dei poliziotti sotto terra per mesi finché non vennero liberati da Batman e dai suoi alleati. Anche Bane venne a conoscenza della verità riguardo alle circostanze dietro la morte di Harvey Dent e la rivelò al GCPD e all'intera città, mettendo così fine all'inseguimento contro Batman. Tuttavia, questa venne utilizzata da Bane per liberare tutti i criminali incarcerati sotto il Decreto Dent e scatenare il caos in Gotham, per la sfortuna della polizia quanto della città. Alla fine, il dipartimento di polizia fu determinante per la sconfitta della Setta delle Ombre, anche se Foley e molti agenti rimasero uccisi in battaglia. Il GCPD, con l'aiuto di Batman e dei suoi alleati, infine catturò con successo i membri superstiti della Setta delle Ombre e i criminali di Gotham, ricostituendo l'ordine in città. Blake si dimise dal dipartimento di polizia dopo la presunta morte di Batman e dopo aver ricevuto un set di coordinate dal Cavaliere Oscuro, il giovane detective scoprì la Batcaverna sotto la Villa Wayne.
- DC Extended Universe: il GCPD compare brevemente nell'extended cut di Batman v Superman: Dawn of Justice (2016), e ricompare di nuovo in Justice League (2017) e nel suo director's cut del 2021.
- I personaggi del GCPD sono presenti nel film The Batman (2022): James Gordon (interpretato da Jeffrey Wright), il giovane ufficiale Martinez (interpretato da Gil Perez-Abraham), Mackenzie Bock (interpretato da Con O'Neill), il capo del GCPD, l'avido e ipocrita commissario Pete Savage (interpretato da Alex Ferns), che quest'ultimo fu ucciso dall'Enigmista, e infine il corrotto detective William Kenzie (interpretato da Peter McDonald) al servizio del potente boss mafioso Carmine Falcone in cui alla fine viene arrestato di cui era presente all'omicidio della prostituta Annika Kosolov per mano del suo capo.

#### Film animati
- Batman - Il cavaliere di Gotham (2008): Gordon, Ramirez e Crispus Allen compaiono nei tre corti del film d'animazione. Gordon è doppiato da Jim Meskimen, Ramirez da Ana Ortiz e Allen da Gary Dourdan.
- Batman: Year One (2011): il GCPD compare come avversario di Batman. Durante gli eventi di Anno Uno, non si fidavano di Batman, non aveva una relazione con il GCPD e Gotham City non lo considerava un eroe. Anche se molti degli agenti del GCPD si rivelarono corrotti, il tenente James Gordon strinse una partnership con Batman.
- Justice League: War (2014): alcuni elicotteri del GCPD diedero la caccia a Batman, la Lanterna Verde Hal Jordan ed un Parademone, ma non furono in grado di stargli dietro.
- Son of Batman (2014): il GCPD comparve nel film d'animazione.
- Batman: Bad Blood (2016): il GCPD fece una breve comparsa nel film d'animazione.

### Televisione
- Batman: il Batman camp vide Neil Hamilton come Commissario Gordon e Stafford Repp come Capo O'Hara. Entrambi furono raffigurati come dipendenti da Batman e Robin per risolvere i casi. Gordon teneva un collegamento con la Batcaverna chiamato "Bat-telefono" sulla sua scrivania. Nei primi episodi era implicito che gli eroi venivano chiamati solo nel caso che i poliziotti non riuscissero a tenere sotto controllo i cosiddetti "arci-criminali", mentre la polizia era in grado di controllare crimini comuni come assassinii, rapine, incendi dolosi, ecc. Ma nell'avanzamento della serie, divennero sempre più dipendenti dall'aiuto di Batman e Robin. Questo fu mostrato in modo evidente in un episodio dove Batman sembrò scomparire, e Gordon si lamentò che la polizia doveva risolvere un caso "da soli". Il Commissario Gordon e il Capo O'Hara furono sempre mostrati con intorno un pugno di poliziotti quando arrivava il momento di arrestare gli arci-criminali dopo la loro sconfitta.
- Birds of Prey: il Detective Jesse Reese fu interpretato da Shemar Moore. È un onesto poliziotto di New Gotham che viene a sapere delle Birds of Prey, e decide di aiutarle. Entra poi in una relazione con Cacciatrice. Viene poi rivelato che il nome di battesimo di Reese è Jesse Hawke, figlio del boss del crimine Al Hawke, che divenne un ufficiale di polizia al fine di espiare i peccati della famiglia. Questa versione del GCPD ha problemi di corruzione (anche se è poco chiaro quando grave in quanto si mostrarono camei di vari poliziotti onesti) e Jim Gordon sembra non esserne più il capo.
- Gotham: in questa serie la maggior parte del dipartimento è corrotto, ci sono pochissimi agenti onesti, inclusi James Gordon, Sarah Essen, Renee Montoya, Crispus Allen e Nathaniel Barnes[1]. James Gordon, uno dei pochi poliziotti onesti del GCPD, è il personaggio centrale della serie ed una delle sue intenzioni è spazzare via la corruzione di ogni singolo agente di polizia del dipartimento, incluso il suo partner, Harvey Bullock. Nel frattempo, molti agenti di polizia si distaccano da lui, in quanto tenta di difendere la legge piuttosto che infrangerla, con molta frustrazione da parte di Bullock. Dopo aver catturato Jack Buchinsky dopo l'attacco di quest'ultimo al GCPD, Gordon investigò su di una cospirazione coinvolgente il Commissario Loeb ed Arnold Flass, portando il primo ad assegnarlo al caso dell'Orco, che prendeva di mira i cari degli agenti, e portando Gordon ad uccidere il serial killer e quindi a richiedere l'aiuto di Oswald Cobblepot per costringere Loeb a dimettersi. Dopo che l'attacco di Maniax lasciò morta Sarah Essen[2], Nathaniel Barnes fu assunto con la nomina di Capitano e lui e Gordon lavorarono insieme per liberare il dipartimento della corruzione, intanto costruendo una Strike Force[3]. Dopo una catena di eventi che portarono Gordon ad essere preso di mira da Theo Galavan, resuscitato e amareggiato, che divenne un antico guerriero chiamato Azrael[4], il GCPD fu nuovamente attaccato da quest'ultimo e Barnes fu seriamente ferito, obbligando così Bullock ad agire da facente funzioni di Capitano. Barnes ritornò per poco, ma fu infettato dal virus di Alice Tetch, virus che fu quindi rilasciato su tutta la città dalla Corte dei gufi[5], costringendo il GCPD a contenere la situazione nel frattempo che una cura fosse procurata e Bullock divenne il nuovo Capitano. Tuttavia, Cobblepot collaborò con il riluttante GCPD sotto la "Pax Pinguina", dove ai criminali vennero fornite autorizzazioni per commettere i propri crimini, con disappunto da parte di Gordon[6]. Bullock, che aveva a cuore solo il meglio per il dipartimento, cominciò a prendere soldi da Cobblepot e rilasciò comunicati dei criminali detenuti con le licenze. Poco dopo, il Professor Pyg cominciò a terrorizzare Gotham e rapì numerosi agenti di polizia, scagnozzi di Cobblepot e li assassinò. Il GCPD si alleò con Cobblepot per catturare Pyg, che prese vantaggio sulle azioni spericolate di Bullock così da rapire e massacrare dozzine di poliziotti, mentre proprio Bullock sparò accidentalmente ad un poliziotto vestito da Pyg. Gordon li salvò e questo coraggio gli valse la lode da parte del dipartimento, che rigettò le licenze e Gordon fu promosso a Capitano, facendo così dimettere Bullock dal GCPD con una cattiva reputazione. Tuttavia, Sofia Falcone fece promuovere Gordon a Capitano così che potesse controllarlo altrimenti ci sarebbe stato il caos, costringendo Gordon a prendersi la colpa e diventare un eroe per la città. Dopo che Sofia finì in coma, Gordon fu costretto a vivere con questo debito verso Bullock, che credeva che il dipartimento avesse bisogno di qualcuno a cui ispirarsi.

#### Serie animate
- DC Animated Universe, i personaggi del GCPD sono apparsi nella saga d'animazione:
  - Batman e Batman - Cavaliere della notte: i personaggi del GCPD sono molto più presenti nelle serie animate, e alcuni di loro hanno dei ruoli fondamentali, partecipando a incontri dettagliati degli incidenti. Uno dei più importanti contributi per la serie animata fu l'introduzione di Renee Montoya (prima come agente in uniforme, poi come detective) che sarebbe successivamente divenuta un personaggio principale nei fumetti del GCPD. Nell'Universo DC stampato, la sua presenza fu solidamente incorporata, in quanto successivamente si ritirò dal Dipartimento per assumere l'identità di Question.
  - Superman: i personaggi del GCPD sono presenti solo negli episodi I migliori del mondo, Batman in pericolo e La fontana di lunga vita.
  - Batman of the Future: nella serie animata la figlia di James Gordon, Barbara (ex Batgirl in Batman), è ora il nuovo Commissario di polizia.
- The Batman: nelle prime due stagioni, il GCPD si concentra in due personaggi principali: i Detectives Ellen Yin ed Ethan Bennet (precedentemente alla sua trasformazione nell'Uomo d'Argilla). La corruzione della forza d'ordine è da attribuire al capo Angel Rojas, che compare spesso in queste stagioni. Di conseguenza, i due detectives compaiono come antagonisti ricorrenti delle prime due stagioni sotto la direzione del capo Rojas. Tuttavia, nell'episodio finale della seconda stagione, Jim Gordon, nominato Commissario di recente, richiama la caccia a Batman e forma con lui un'alleanza al fine di mantenere Gotham sicura per sua figlia Barbara. Due episodi della serie presentarono anche un altro detective del Dipartimento di Polizia di Gotham City chiamato Cash Tankinson. Ne Rojas, né Yin si videro da allora, anche se un episodio ambientato nel futuro implica che in un certo punto del futuro Yin rimpiazzerà Gordon in qualità di Commissario e Bennet diventerà Capo della Polizia.
- Beware the Batman: James Gordon lavorò come tenente della polizia e fu sempre diffidente nei confronti di Batman finché non lo aiutò a salvare sua figlia da Tobias Whale e Phosphorus Rex. Durante la parte in cui la Lega degli Assassini ebbe il controllo sulla Ion Cortex e spensero l'energia elettrica di Gotham City, James Gordon divenne Commissario di Polizia quando il Commissario Correa fu ucciso dalla Lega degli Assassini.